# Île Panchout
L'Île Panchout est une île située sur l´Yerres appartenant à Yerres.

## Description
Située à proximité du centre-ville de Yerres, elle s'étend sur plus de 500 m de longueur pour une largeur moyenne d'environ 100 m. 

## Histoire
Vaste espace naturel, l'île est achetée dans les années 1960 par Lucien Panchout qui y fait construire sa propriété. En fauteuil roulant, Panchout fait alors bétonner tous les accès pour pouvoir circuler. En 1978, après d'importantes inondations, la demeure est laissée à l'abandon avant d'être murée. Elle est le sujet d'un projet de maison de l'environnement. 
La commune acquiert l'île en 2001 et la fait classer en espace naturel sensible.